# داته مونه‌هیرو
داته مونه‌هیرو (به ژاپنی: 伊達 宗広 Date Munehiro); ۲۴ مهٔ ۱۸۰۲ – ۱۸ مهٔ ۱۸۷۷) زبان‌شناس، تاریخ‌نگار، و سامورایی اهل ژاپن بود.